# Bohnické údolí
Bohnické údolí (v minulosti nazývané Lísek) je údolí v Praze, jehož přírodní část je chráněna jako přírodní památka téhož jména, která je ve správě Magistrátu hlavního města Prahy. Údolí spojuje staré Bohnice a osady Zámky a Tříkrálka v pražské části Bohnice. Osou údolí protéká k Vltavě Bohnický potok a prochází ulice Bohnická, po níž je vedena autobusová linka městské hromadné dopravy. Po severním úbočí prochází pěší turisticky značená cesta. Důvodem ochrany jsou jižně orientované skalnaté svahy nad Bohnickým potokem se skalními společenstvy.

## Geologie

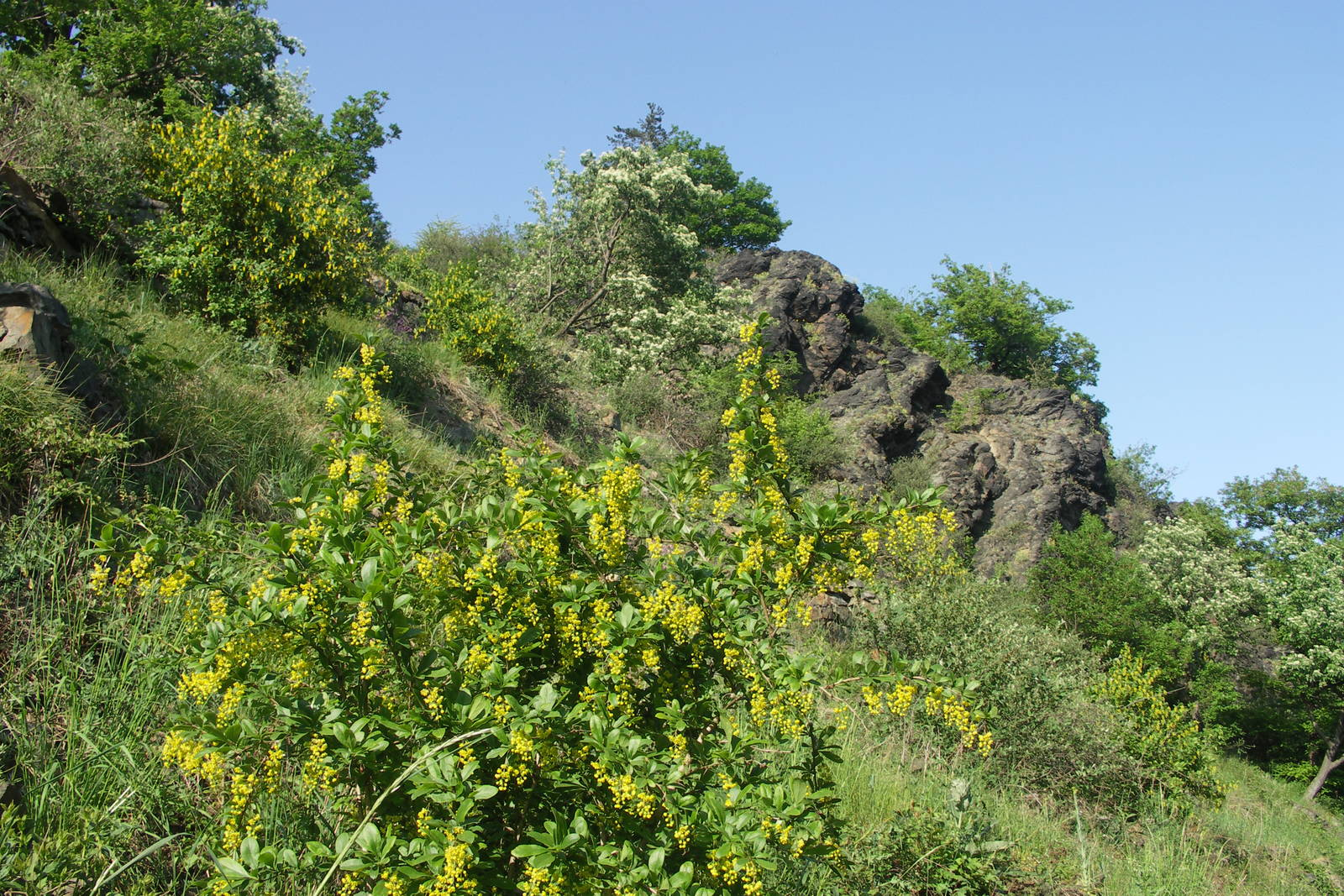
Stráň se skalními společenstvy

Na území PP Bohnické údolí vystupují na povrch skalky tvořené břidlicemi předprvohorního stáří. Dnešní podoba území je výsledkem erozní činnosti Vltavy a jejích přítoků.

## Flóra
Území PP bylo v minulosti využíváno jako pastviny a později jako vinice usedlosti Lísek, jejíž pozůstatky jsou doposud zřetelné.
Území je z větší části zarostlé teplomilnou keřovitou vegetací tvořenou převážně trnkou obecnou, svídou, dřínem a skalníkem obecným, dále jsou zastoupeny duby a ovocné stromy. Na vlastních skalních výchozech rostou tařicová skalní společenstva.
Chráněné rostlinné druhy: tařice skalní, plamének přímý, křivatec český, koniklec luční, třemdava bílá, bělozářka liliovitá, tolita lékařská, růže galská aj.
Pokud nebude území PP udržováno, lze předpokládat zánik společenstev skalní stepi a vznik neprostupných houštin trnky a svídy.

## Fauna
Z bezobratlých se zde vyskytují vzácné teplomilné druhy mandelinkovitých a nosatcovitých brouků a vzácní motýli otakárek ovocný, otakárek fenyklový a modrásek rozchodníkový.
Z obratlovců ze zde vzácně vyskytuje na vlhčích místech mlok skvrnitý a čolek obecný. Na skalách je poměrně hojná ještěrka obecná a slepýš křehký. Častá je lasice kolčava i lasice hranostaj.
Z ptáků je běžný strakapoud velký, méně žluna zelená. V křovinách hojně hnízdí konipas bílý, pěnice pokřovní, pěnice slavíková a pěnice černohlavá.

## Turismus
Údolím vede pěší modře značená turistická trasa 1101 z Čimic do Bohnic.